# Amphoe Bang Len
Amphoe Bang Len (Thai: อำเภอ บางเลน, Aussprache: ʔāmpʰɤ̄ː bāːŋ lēːn) ist ein Landkreis (Amphoe – Verwaltungs-Distrikt) im nordöstlichen Teil der Provinz Nakhon Pathom. Die Provinz Nakhon Pathom liegt in der Mitte der Zentralregion von Thailand. 

## Geographie
Die benachbarten Amphoe sind im Uhrzeigersinn von Norden aus: Amphoe Song Phi Nong der Provinz Suphan Buri, Amphoe Lat Bua Luang der Provinz Ayutthaya, Amphoe Sai Noi der Provinz Nonthaburi sowie die Amphoe Phutthamonthon, Nakhon Chai Si, Don Tum und Kamphaeng Saen der Provinz Nakhon Pathom.
Die Haupt-Wasseressource des Landkreises ist der Mae Nam Tha Chin (Tha-Chin-Fluss), der in der gesamten Provinz „Mae Nam Nakhon Chai Si“ genannt wird.

## Geschichte
Der Landkreis wurde 1896 unter dem Namen Bang Phai Nat (บางไผ่นารถ) eingerichtet. Das Verwaltungsgebäude lag in Ban Bang Phai Nat im Tambon Bang Sai Pa am östlichen Ufer des Maenam Nakhon Chai Si. Später wurde der mittlere Bezirk nach Tambon Bang Pla am Westufer des Tha Chin verlegt, gleichzeitig wurde der Name in Bang Pla geändert. 1936 erhielt dann der Distrikt seinen heutigen Namen Bang Len. Das Verwaltungsgebäude wurde erst 1978 zur Phon Damri Road im Tambon Bang Len verlegt.

## Verwaltung

### Provinzverwaltung
Der Landkreis Bang Len ist in 15 Tambon („Unterbezirke“ oder „Gemeinden“) eingeteilt, die sich weiter in 167 Muban („Dörfer“) unterteilen.
| Nr.  | Name                | Thai        | Muban | Einw.  |
| ---- | ------------------- | ----------- | ----- | ------ |
| 01.  | Bang Len            | บางเลน      | 12    | 11.952 |
| 02.  | Bang Pla            | บางปลา      | 15    | 07.094 |
| 03.  | Bang Luang          | บางหลวง     | 21    | 09.656 |
| 04.  | Bang Phasi          | บางภาษี      | 0-    | 09.377 |
| 05.  | Bang Rakam          | บางระกำ     | 15    | 04.731 |
| 06.  | Bang Sai Pa         | บางไทรป่า    | 10    | 06.053 |
| 07.  | Hin Mun             | หินมูล        | 12    | 06.013 |
| 08.  | Sai Ngam            | ไทรงาม      | 11    | 05.195 |
| 09.  | Don Tum             | ดอนตูม       | 11    | 04.956 |
| 010. | Ninlaphet           | นิลเพชร      | 10    | 04.716 |
| 011. | Bua Pak Tha         | บัวปากท่า     | 10    | 04.493 |
| 012. | Khlong Nok Krathung | คลองนกกระทุง | 11    | 03.705 |
| 013. | Naraphirom          | นราภิรมย์     | 11    | 05.058 |
| 014. | Lam Phaya           | ลำพญา       | 11    | 04.572 |
| 015. | Phai Hu Chang       | ไผ่หูช้าง      | 07    | 04.374 |

### Lokalverwaltung
Es gibt view Kommunen mit „Kleinstadt“-Status (Thesaban Tambon) im Landkreis:
- Bang Len (Thai: เทศบาลตำบลบางเลน) bestehend aus den Teilen der Tambon Bang Len, Bang Sai Pa.
- Bang Luang (Thai: เทศบาลตำบลบางหลวง) bestehend aus Teilen des Tambon Bang Luang.
- Rang Krathum (Thai: เทศบาลตำบลรางกระทุ่ม) bestehend aus Teilen des Tambon Bang Phasi.
- Lam Phaya (Thai: เทศบาลตำบลลำพญา) bestehend aus Teilen des Tambon Lam Phaya.

Außerdem gibt es 15 „Tambon-Verwaltungsorganisationen“ (องค์การบริหารส่วนตำบล – Tambon Administrative Organizations, TAO)
- Bang Len (Thai: องค์การบริหารส่วนตำบลบางเลน) bestehend aus Teilen des Tambon Bang Len.
- Bang Pla (Thai: องค์การบริหารส่วนตำบลบางปลา) bestehend aus dem kompletten Tambon Bang Pla.
- Bang Luang (Thai: องค์การบริหารส่วนตำบลบางหลวง) bestehend aus Teilen des Tambon Bang Luang.
- Bang Phasi (Thai: องค์การบริหารส่วนตำบลบางภาษี) bestehend aus Teilen des Tambon Bang Phasi.
- Bang Rakam (Thai: องค์การบริหารส่วนตำบลบางระกำ) bestehend aus dem kompletten Tambon Bang Rakam.
- Bang Sai Pa (Thai: องค์การบริหารส่วนตำบลบางไทรป่า) bestehend aus Teilen des Tambon Bang Sai Pa.
- Hin Mun (Thai: องค์การบริหารส่วนตำบลหินมูล) bestehend aus dem kompletten Tambon Hin Mun.
- Sai Ngam (Thai: องค์การบริหารส่วนตำบลไทรงาม) bestehend aus dem kompletten Tambon Sai Ngam.
- Don Tum (Thai: องค์การบริหารส่วนตำบลดอนตูม) bestehend aus dem kompletten Tambon Don Tum.
- Nin Phet (Thai: องค์การบริหารส่วนตำบลนิลเพชร) bestehend aus dem kompletten Tambon Nin Phet.
- Bua Pak Tha (Thai: องค์การบริหารส่วนตำบลบัวปากท่า) bestehend aus dem kompletten Tambon Bua Pak Tha.
- Khlong Nok Krathung (Thai: องค์การบริหารส่วนตำบลคลองนกกระทุง) bestehend aus dem kompletten Tambon Khlong Nok Krathung.
- Naraphirom (Thai: องค์การบริหารส่วนตำบลนราภิรมย์) bestehend aus dem kompletten Tambon Naraphirom.
- Lam Phaya (Thai: องค์การบริหารส่วนตำบลลำพญา) bestehend aus Teilen des Tambon Lam Phaya.
- Phai Hu Chang (Thai: องค์การบริหารส่วนตำบลไผ่หูช้าง) bestehend aus dem kompletten Tambon Phai Hu Chang.